# Cómpeta
Cómpeta is een gemeente in de Spaanse provincie Málaga in de regio Andalusië met een oppervlakte van 54 km². In 2007 telde Cómpeta 3712 inwoners. Cómpeta ligt op 638 meter hoogte, 18 kilometer van de zee. De patroonheilige is Sint-Sebastiaan.